# Saburo Moroi
Saburo Moroi (født 7. august 1903 i Tokyo, Japan, død 24. marts 1977) var en japansk komponist. Moroi studerede i Berlin, og komponerede i tolvtone stil. Han var en af Japans fornemste komponister i denne stil, og han har skrevet forskellige bøger om emnet.
Han har komponeret 5 symfonier, og specielt den 3. symfoni (1944), er af en mesterlig standard. Moroi har også komponeret orkesterværker, kammermusik, korværker og klavermusik.

## Udvalg af værker
- Symfoni nr. 1 (1934) - for orkester
- Symfoni nr. 2 (1938) - for orkester
- Symfoni nr. 3 (1944) - for orkester
- Symfoni nr. 4 (1951) - for orkester
- Symfoni nr. 5 (1970) - for orkester
- Tilbed daggryet (1943) – for orkester
- Den kejserlige hærs ode (1942) (Symfonisk digtning) – for orkester
- 3 Klaverkoncerter (1927, 1933, 1977) . for klaver og orkester
- Cellokoncert (1936) - for cello og orkester
- En bøn for fred (1950) – for kor